# Azucsi várkastély
Az Azucsi várkastély (japánul 安土城, Azucsi-dzsó) várkastély Japánban, Azucsi város mellett, amely Oda Nobunaga erődeinek egyike volt. 1576 és 1579 között építették az akkori Ómi tartományban, a Biva-tó partján. Nobunaga elég közel építtette Kiotóhoz, hogy szemmel tudja tartani a főváros eseményeit, de mégis védve legyen az esetleges tűzvészektől és a fővárost néhányszor elemésztő konfliktusoktól. A helyszín stratégiai jelentőséggel is bírt, mivel a Ueszugi család, a Takeda család és a Móri család közötti kommunikációs és közlekedési útvonal találkozásánál feküdt. 
Az építmény méreteire jellemző, hogy Nobunaga 10 ezer fős helyőrséget állomásoztatott benne, ami az akkori viszonyok között meghaladta egy átlagos japán főúr teljes haderejét. Azucsi vára volt továbbá az egyik első olyan japán erődítmény, amelynek védelme elsősorban a
tűzfegyvereken (szakállas puskákon) alapult.
Amellett, hogy számos fontos személy (mint Tokugava Iejaszu, Tojotomi Hidejosi és Niva Nagahide) vendégeskedett az épületben, 1579-ben a történelembe Azucsi vallási vitaként bevonuló eseménynek ez a várkastély adott otthont, amelyben a buddhizmus nicsiren és dzsódo ágának vezetői találkoztak.
Nobunaga 1582-es meggyilkolása után az áruló Akecsi Micuhide erői megtámadták és felgyújtották a pompás kastélyt.

## Külső hivatkozások
- Nobunaga no Yakata Museum
- Azuchi Castle (moving image)
- NOBUNAKAOU reporter
- Photos and models of Azuchi castle